# Koi
Koi是日本的二人漫畫家和插畫家组合，現居東京都。

## 经历、风格
主要作品是2011年开始在芳文社《Manga Time Kirara Max》连载的《请问您今天要来点兔子吗？》，由于该作品人气之高出乎意料，于是以真正的漫画家的身份开始活动。
详细经历不明，除Pixiv外并无社交账号。2011年之前有过活动，但无法考证。曾在Pixiv上投稿插画，但因为各种原因几乎都被删除，现只剩下与《请问您今天要来点兔子吗？》有关的插画。根据2021年举办的透露的信息，“Koi”为两个人共同创作时的集体笔名，但二人的具体身份、性别、年龄信息等至今未公开。
擅长绘制可爱画风的漫画，对魔法少女有着较为深沉的爱，在自己的插画中也多次用花瓣作为装饰。主要使用Paint Tool SAI作画，对于小部件和背景的绘画造诣很深，能一个人完成与《请问您今天要来点兔子吗？》有关的商品的插画。

## 作品

### 漫画
- 《请问您今天要来点兔子吗？》（芳文社《Manga Time Kirara MAX》）

### 漫画选集
- 《平泽姐妹的华丽策略》 -  漫画选集 第4卷（芳文社，2011年5月27日）
- EC选集  毛蛋！（四格漫画，角川集团控股（日语：角川グループパブリッシング），2011年8月10日）
- 一起一起这里那里 漫画选集（插图，芳文社，2012年5月26日）
- 《魔法少女病》 - Manga Time Kirara☆Magica Vol. 1（芳文社，2012年6月8日）
- 魔法少女小圆 四格漫画选集 第2卷（封底四格漫画，芳文社，2012年10月27日）
- 黄金拼图 漫画选集 第1卷（插图，芳文社，2013年7月27日）
- 偶像大师 灰姑娘女孩 漫画选集 cool 第2卷（插图，一迅社，2013年8月31日）
- 魔法少女小圆 四格漫画选集 第4卷（封面，芳文社，2013年10月26日）
- Manga Time Kirara☆Magica Vol.13（封面，芳文社，2014年4月10日）
- 官方选集 秋！（封面，KADOKAWA/Media Factory，2014年9月23日）[1]
- 前进吧！登山少女 漫画选集（封面，EARTH STAR Entertainment，2014年11月12日）[2]
- 电击漫画选集（插图，KADOKAWA/ASCII Media Works，2015年2月27日）[3]

### 画集
- 「请问您今天要来点兔子吗？」画集 Cafe du Lapin （芳文社，2014年5月27日）

### 插图
小说
- 忍ビノエデン 新月国不死民乃役（日语：忍ビノエデン）（中村啓著，PHP研究所）
- 魔法少女禁止法 第1-2卷（伊藤广（日语：伊藤ヒロ）著，Enterbrain）

动画片尾插图
- 向阳素描×蜂窝（第8集）
- YUYU式（第6集）
- 请问您今天要来点兔子吗？（第12集）
- 幸腹涂鸦（第4集）
- 请问您今天要来点兔子吗？？（第12集）

其他
- 萌角色免费插图集（编辑：Sideranch，Natsume社（日语：ナツメ社），2009年12月22日）
- 图解 女子高中制服百科（作者：安田誠，幻冬舍Comics，2010年3月31日）
- 萌！物理定律・公式集（監修：山根成樹，编辑：Sideranch，Natsume社，2010年10月19日）
- 图解 女子高中制服百科 ―男女合校篇―（作者：安田誠，幻冬舍Comics，2011年1月31日）
- 图解 女子中学制服百科（作者：安田誠，幻冬舍Comics，2011年3月31日）
- 萌！能量的全部（監修：山根成樹，编辑：Sideranch，文华社（日语：ぶんか社），2011年11月1日）
- 魔法少女小圆 the illustrated book（编辑：Manga Time Kirara，芳文社，2013年1月12日）
- 世界民族服装图鉴（编辑：铅笔俱乐部，Sideranch，2013年4月20日）
- 画师×魔女・魔法少女图鉴（编辑：Sideranch，MdN公司（日语：エムディエヌコーポレーション），2014年5月23日）
- 便利店情报声优导航plus!![4]
- K-BOOKS 「20周年纪念活动　第2弹 复制色纸礼物!」（色紙插画）[5]
- EXIT TRANCE PRESENTS 「SPEED animetrance BEST 22」（包装盒插图，EXIT TUNES，2014年10月1日）[6]
- 华历2014 - 大寒（作画）[7]
- 东京 透明文件夹 - 东京铁塔[8]

### 游戏角色设计
- 秘书收藏（日语：秘書コレクション）
- 少女转生魔法书传
- 萌萌大战争（日语：萌え萌え大戦争☆げんだいばーん）（莲、莱薇尔）
- 82H Blossom
- 城姬Quest（日语：城姫クエスト）
- 神女控